# Scaphyglottis
Scaphyglottis es un género que tiene asignada 61 especies de orquídeas, originarias del centro y sur de América. 

## Descripción
Son plantas epífitas y algunas veces de hábitos terrestres con una gran variedad de formas. Culturalmente estas especies se pueden cultivar en las mismas condiciones que las del género Epidendrum. Requieren lugares soleados y bastante agua durante su florecimiento o maduración del pseudobulbo. El género se caracteriza por el hábito  de sacar un pseudobulbo sobre la cima del próximo y tener muchas pequeñas inflorescencias terminales con diminutas flores unidas al pseudobulbo. Las flores tienen el mismo tamaño de pétalos y sépalos y un labio que es ligeramente más largo al pie de una prominente columna que tiene 4 polinias en el ápice.

## Distribución y hábitat
Son nativas de Centroamérica hasta Sudamérica en Bolivia y Brasil donde se desarrollan desde el nivel del mar hasta las alturas de los Andes con temperaturas que varían según las especies.

## Evolución, filogenia y taxonomía
El género Scaphyglottis fue propuesto por Eduard Friedrich Poeppig y Stephan Ladislaus Endlicher,  en 1835. En el año 1960 Robert Louis Dressler designó como especie tipo de este género a Fernandezia graminifolia Ruiz & Pav., que luego cambió su nombre a Scaphyglottis graminifolia.
Etimología
Scaphyglottis: nombre genérico que proviene de griego skaphe, "cóncavo o hueco", y glotta = "lengua", refiriéndose al formato del labio de sus flores.

## Especies deScaphyglottis
- Scaphyglottis acostaei (Schltr.) C.Schweinf. (1941)
- Scaphyglottis amparoana (Schltr.) Dressler (1964)
- Scaphyglottis arctata (Dressler) B.R.Adams (1988)
- Scaphyglottis atwoodii Dressler (1997)
- Scaphyglottis aurea (Rchb.f.) Foldats (1959)
- Scaphyglottis behrii (Rchb.f.) Benth. & Hook.f. ex Hemsl. (1884)
- Scaphyglottis bicallosa Dressler (2000)
- Scaphyglottis bicornis (Lindl.) Garay (1967)
- Scaphyglottis bidentata (Lindl.) Dressler  (2002)
- Scaphyglottis bifida (Rchb.f.) C. Schweinf. (1941)
- Scaphyglottis bilineata (Rchb.f.) Schltr. (1918)
- Scaphyglottis boliviensis (Rolfe) B.R.Adams (1988)
- Scaphyglottis brasiliensis (Schltr.) Dressler (2004)
- Scaphyglottis caricalensis (Kraenzl.) Correll (1941)
- Scaphyglottis cernua Dressler (2004)
- Scaphyglottis chlorantha B.R.Adams (1988)
- Scaphyglottis clavata Dressler (2004)
- Scaphyglottis condorana Dodson, (1998)
- Scaphyglottis conferta (Ruiz & Pav.) Poepp. & Endl. (1836)
- Scaphyglottis confusa (Schltr.) Ames & Correll (1942)
- Scaphyglottis corallorrhiza (Ames) Ames (1934)
- Scaphyglottis coriacea (L.O. Williams) Dressler (2004)
- Scaphyglottis crurigera (Bateman ex Lindl.) Ames & Correll (1942)
- Scaphyglottis cuniculata (Schltr.) Dressler (2002)
- Scaphyglottis densa (Schltr.) B.R.Adams (1988)
- Scaphyglottis dunstervillei (Garay) Foldats (1968)
- Scaphyglottis emarginata (Garay) Dressler (2004)
- Scaphyglottis fasciculata Hook. (1841)
- Scaphyglottis fusiformis (Griseb.) R.E. Schult. (1957)
- Scaphyglottis geminata Dressler & Mora-Ret. (1993)
- Scaphyglottis gentryi Dodson & Monsalve (1998)
- Scaphyglottis gigantea Dressler (1979)
- Scaphyglottis graminifolia (Ruiz & Pav.) Poepp. & Endl. (1836) - especie tipo -
- Scaphyglottis grandiflora Ames & C. Schweinf. (1931)
- Scaphyglottis hirtzii Dodson (1998)
- Scaphyglottis hondurensis (Ames) L.O.Williams (1950)
- Scaphyglottis imbricata (Lindl.) Dressler (2002)
- Scaphyglottis jimenezii Schltr. (1918)
- Scaphyglottis laevilabium Ames (1921)
- Scaphyglottis leucantha Rchb.f. (1850)
- Scaphyglottis limonensis B.R. Adams (1988)
- Scaphyglottis lindeniana (A. Rich. & Galeotti) L.O.Williams (1941)
- Scaphyglottis livida (Lindl.) Schltr. (1918)
- Scaphyglottis longicaulis S. Watson (1888)
- Scaphyglottis mesocopis (Endres & Rchb.f.) Benth. & Hook.f. ex Hemsl. (1884)
- Scaphyglottis michelangeliorum Carnevali & Steyerm. (1984)
- Scaphyglottis micrantha (Lindl.) Ames & Correll (1942)
- Scaphyglottis minutiflora Ames & Correll (1942)
- Scaphyglottis modesta (Rchb.f.) Schltr. (1926)
- Scaphyglottis monspirrae Dressler (2000)
- Scaphyglottis pachybulbon (Schltr.) Dressler (2000)
- Scaphyglottis panamensis B.R.Adams (1988)
- Scaphyglottis prolifera (R.Br.) Cogn.  (1898)__<
- Scaphyglottis propinqua C.Schweinf. (1955)
- Scaphyglottis pulchella (Schltr.) L.O.Williams (1941)
- Scaphyglottis punctulata (Rchb.f.) C.Schweinf. (1955)
- Scaphyglottis reflexa Lindl. (1839)
- Scaphyglottis robusta B.R.Adams (1988)
- Scaphyglottis sessiliflora B.R.Adams (1988)
- Scaphyglottis sickii Pabst (1956)
- Scaphyglottis sigmoidea (Ames & C.Schweinf.) B.R. Adams  (1988)
- Scaphyglottis spathulata C.Schweinf. (1941)
- Scaphyglottis stellata Lodd. ex Lindl. (1839)
- Scaphyglottis sublibera (C.Schweinf.) Dressler (1964)
- Scaphyglottis subulata Schltr. (1910)
- Scaphyglottis summersii L.O.Williams (1940)
- Scaphyglottis tenella L.O.Williams (1941)
- Scaphyglottis tenuis L.O.Williams (1941)
- Scaphyglottis triloba B.R.Adams (1988)